# Никольский собор (Можайск)
Ново-Нико́льский собор — храм Одинцовской епархии Русской православной церкви, расположенный в городе Можайске Московской области на территории бывшего Можайского кремля.
Высокое здание построенное в 1802—1814 гг. в псевдоготическом стиле (русская готика), поставленное на высоком кремлёвском холме, видно издалека на подъездах к городу с западной стороны по Старой Смоленской дороге (ныне — Бородинская улица).

## История

### Ранняя история
Первый укреплённый детинец на Соборной горе существовал уже в XII веке. Въезд в крепость был устроен в виде захаба и снабжён проездной воротной башней, в которой, вероятно, находилась первая церковь. Ранний въезд в крепость располагался на месте Петропавловского храма. Существование церкви подтверждено находками византийских амфор для вина и масла.
В XIV веке на территории кремля было построено одно из первых каменных зданий — Никольский собор (позднее Старо-Никольский). По виду он напоминал Успенский собор конца XIV века на Звенигородском городке. В это же время неизвестным автором была выполнена из дерева статуя Николы Можайского, которая позднее стояла на Никольских воротах, а затем была перенесена в надвратную церковь.

### Воздвиженская церковь (XV век)
В конце XV века из «мячковского» камня были построены Никольские ворота с церковью Воздвижения на них. По версии Г. Я. Мокеева, она была построена в 1470 году во время правления Юрия Васильевича, князя дмитровского и можайского. По версии А. Г. Савина, по которой ворота и церковь относятся к числу построенных во время правления князя угличского и можайского Андрея Васильевича Большого в 1481—1493 гг.. С. А. Шаров-Делоне и И. И. Кондратьев, основываясь на анализе техники кладки, выдвинули версию, что Никольские ворота были построены в конце XIV века одновременно со Старо-Никольским собором, но не датировали церковь Воздвижения. Однако соображения Шарова-Делоне и Кондратьева, также считающих слишком ранней датировку 1460-ми годами и слишком поздней — датировку 1541 годом, фактически подтверждают версию Савина.
К 1536 году относится самое раннее упоминание о Воздвиженской церкви.
Во время осады 1618 года были взорваны лобовые каменные части крепости — угловая каменная башня от моста и торга и пороховая палатка у алтаря крепостной Воздвиженской церкви. В результате сильно пострадала сама церковь с башней.
В 1624—1626 году Можайский кремль был построен фактически заново.

### Новый Никольский собор (1683—1685 гг.)
Никольская башня с церковью Воздвижения на ней была почти полностью перестроена в 1683—1685 годах по приказу патриарха Иоакима. После этого надвратный храм получил название Новый Никольский собор (Верхний), а древний городской собор стал именоваться Старым Никольским (Нижним).
В 1779 году начинается капитальная перестройка Никольского на крепостных воротах собора. Причиной тому являлись трещины в соборе и ветхость старого моста. Но вскоре, из-за хищения церковных сумм, постройка была временно приостановлена.
В мае 1782 года вышел правительственный указ о разрешении разобрать крепостные стены в Коломне, Серпухове и Можайске «по крайней их ветхости», В 1802 году гражданским начальством было разрешено развалившуюся от времени каменную крепость уничтожить, а оставшийся материал уступить на построение собора, согласно просьбе его «строителей» священника Григория Ильина и можайского купца Петра Маргорина. Так была начата разборка Можайского кремля и принято решение перестроить старый надвратный собор (Ново-Никольский собор). К 1805 году интереснейшее сооружение русского зодчества исчезло с лица земли.

### Новый Никольский собор (1802—1814 годы)
Проект храма разработал московский архитектор Алексей Бакарев, ученик Матвея Казакова. Для строительства Нового Никольского собора были использованы крепостные Никольские ворота и надвратная церковь. Собор было решено строить в стиле неоготики. Возвдиженский придел был до основания разобран и заново отстроен (шире на 3 сажени) — в честь иконы Божией Матери «Всех Скорбящих Радости». Ворота крепости заделаны с обеих сторон кирпичной кладкой. Колокольня разобрана, как и старое пятиглавие (до перестройки церковь была копией Рождественского собора в Лужецком монастыре), а вместо была сооружена ротонда-купол с четырьмя «мавританскими» башенками по углам. С запада пристроили новую многоярусную колокольню с высоким шпилем. Снаружи собор был обложен в 2,5 кирпича. Строительство собора продолжалось с 1802 по 1814 год.
Война 1812 года нанесла большой ущерб недостроенному собору. Французы сожгли иконостасы, от пожара упали и повредились колокола. Однако икона Николы Можайского и богатая утварь, спрятанная в подвалах, уцелела. К 1814 году была достроена колокольня, наверху были устроены часы с боем.
Собор был освящён в 1816 году.
21 февраля 1818 года город Можайск посетил Александр I. В собор император не входил, но около Ахтырской часовни вышел из экипажа и приложился к кресту.
В 1821 году собор был расписан Петром Ивановым Советовым, вольноотпущенником генерал-майора Плахова.
В 1829 году в ротонде была освящена церковь Спаса Нерукотворного.
В 1830 году собору уже требовался серьёзный ремонт, проведённый в 1838 году.
В 1863 году, несмотря на ремонт, в соборе вновь появились трещины. Их причина была не в осадке фундамента, а в тяжести купола ротонды. Архитектор Гриневский рекомендовал облегчить груз самого купола на балки, но его совет не был выполнен, и, как считал В. И. Горохов, это послужило причиной обвала купола в 1942 году.
До 1919 года в соборе находились частицы мощей преподобного Сергия Радонежского, благоверного князя Владимира, священномучеников Макария, преподобного Лаврентия заточника, великомученницы Варвары, преподобного Михаила Стадского и Никона Сухого. Позднее мощи бесследно исчезли.
В апреле — мае 1922 года из собора были изъяты две звездицы с драгоценными камнями; потир с образками и драгоценными камнями; два убруса Богородицы, осыпанные драгоценными камнями и бриллиантами; риза и митра с иконы Николы Можайского; семь золотых крестов и жетон Петра I. Предметы исчезли бесследно.
Однако в ноябре 1925 года можайский краевед Н. И. Власьев в своих тетрадях подробно описывал ризу Николы Можайского и делал пометку «ныне цела, и по словам А. П. Хотулева и Н. П. Виноградова хранится в Кремле в Оружейной палате».
С 1920-х годов находился в ведении деятелей григорианского раскола. В 1932 году была снесена чугунная ограда у склона холма, которую можно увидеть на фотографиях Сергея Прокудина-Горского 1911 года. Закрыт 16 июля 1933 года.
Во время немецкой оккупации в 1941 году на территории кремля был организован лагерь для военнопленных. В то же время в ходе боевых действий 1941—1942 годов была разрушена ротонда Никольского собора над центральной частью. 25 января 1942 года на западной оконечности Соборной горы была устроена братская могила советских воинов.
В 1960-х годах была проведена реставрация Никольского собора. Ротонда восстановлена не была, не были восстановлены повреждённые часы — их механизм хранится в запасниках Бородинского музея. После реставрации внутри собора была открыта трикотажная фабрика. После войны на территории кремля был открыт парк культуры и отдыха. В 1980-х годах собор был передан в управление Государственного Бородинского военно-исторического музея, в результате чего были проведены работы по укреплению фундаментов.
В 1990-х годах был ликвидирован парк. В 1994 года в соборе возобновились богослужения по воскресным и праздничным дням. В 2000 году с назначением нового настоятеля собора иеромонаха Даниила (Жирнова) богослужения в соборе стали ежедневными.
14 апреля 2013 года произошло сползание грунта на западном склоне. Обрушилось более 500 м3 земли, которой засыпало два гаража по Бородинской улице, огибающей высокий холм. В день оползня с собора упала лепнина, и с угла, ближайшего к оползню, выпали кирпичи.
В начале ноября 2014 года завершились восстановительные работы.
В 2019 году началась разработка проекта компклексной реставрации собора, его должны подготовить к лету 2020-го, финансирование предоставит благотворительный фонд Московской епархии. К фактическим работам планируют приступить в 2021-м.

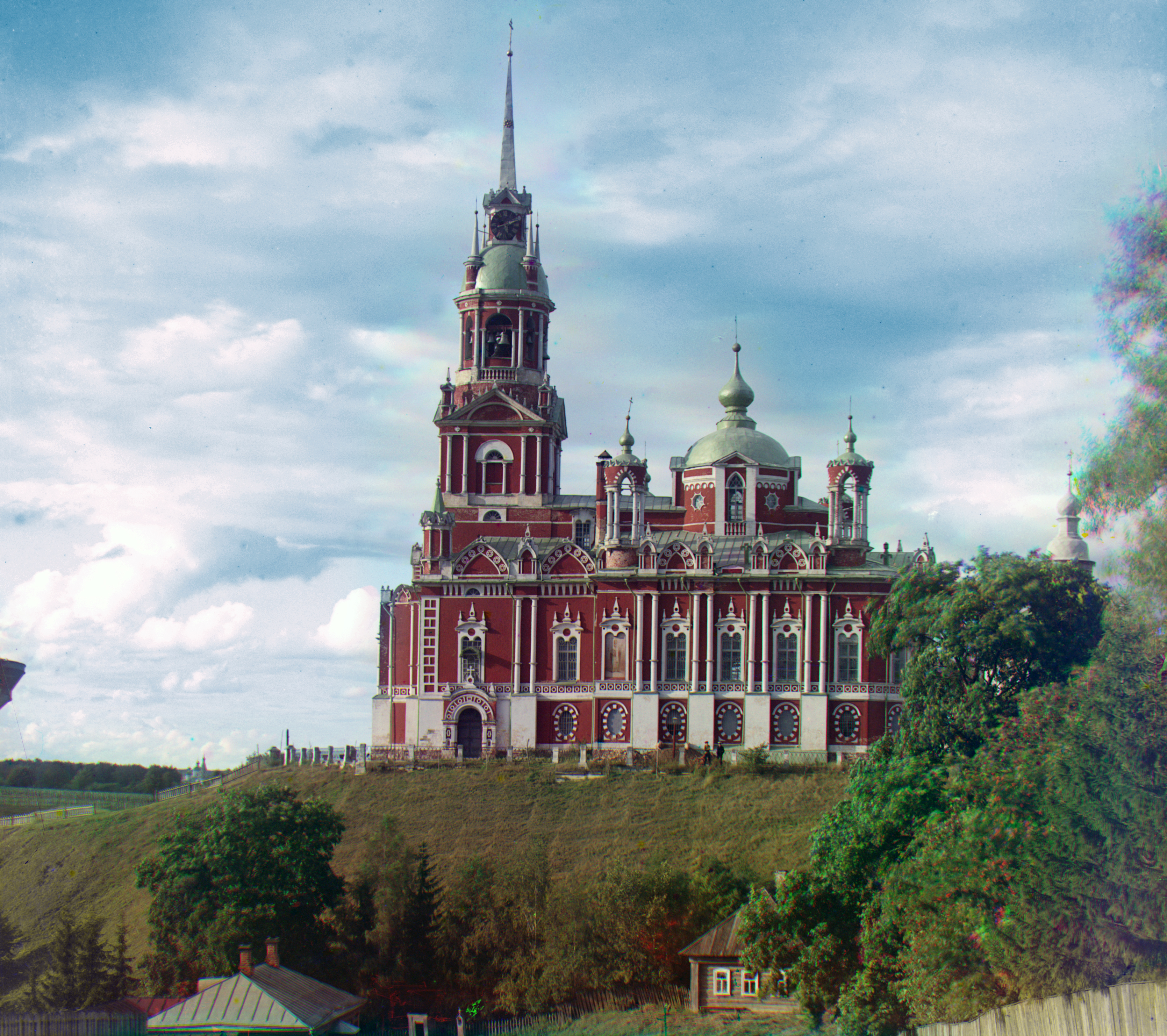
Фотография Сергея Прокудина-Горского. 1911 год
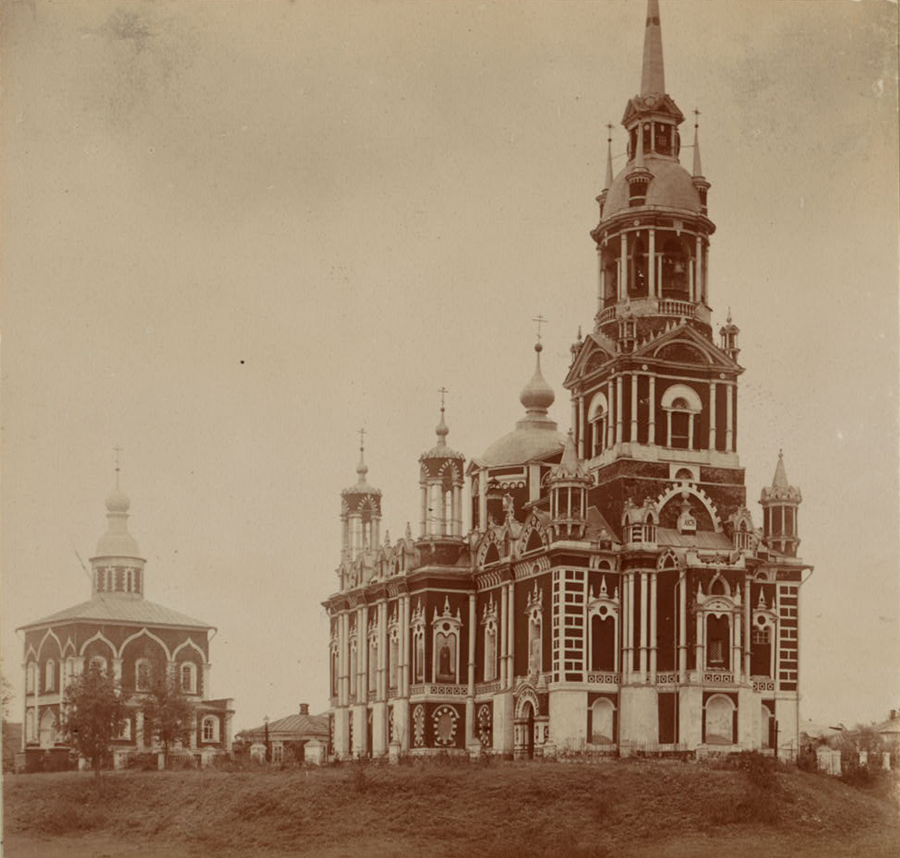
Сергей Прокудин-Горский. Можайский Никольский собор. 1911 год. Слева от Ново-Никольского собора — Петропавловская церковь (Старо-Никольский собор)
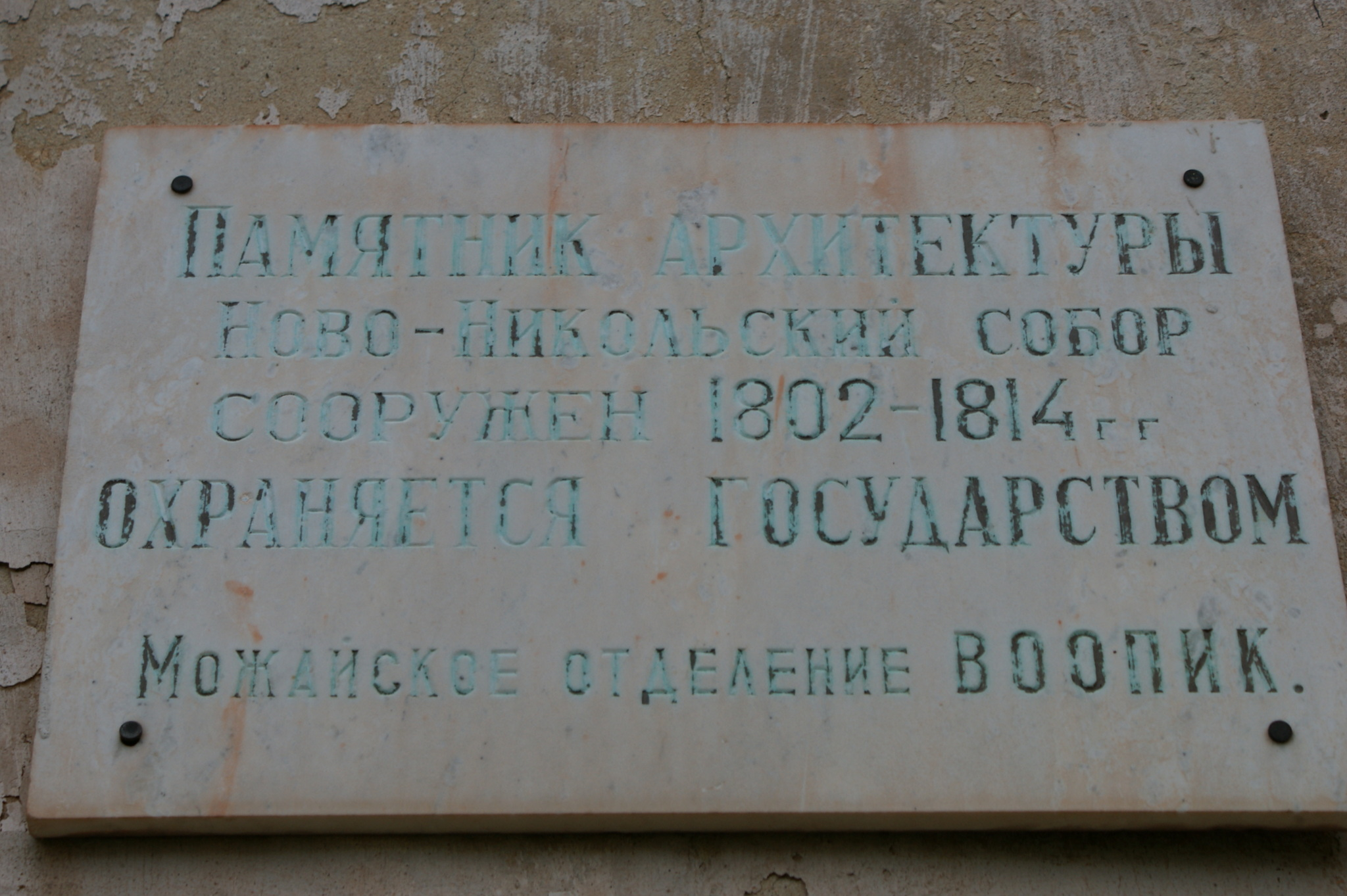
Табличка на стене Ново-Никольского собора